# Guy XIX de Laval
Pour les articles homonymes, voir Guy de Laval, Famille de Laval et Maison de Coligny.
Guy XIX de Laval, ou encore  Paul de Coligny (13 août 1555, né en Italie sur le Pô - 15 avril 1586, Taillebourg), comte de Laval, comte d'Harcourt, vicomte de Donges, baron de Vitré, vicomte de Rennes, comte de Quintin, seigneur d'Avaugour (en Plésidy), de Beffou, de Belle-Isle, seigneur de Rieux, de Rochefort et de Largouët, baron de La Roche-Bernard, comte de Montfort, seigneur de Gaël, de Tinténiac, de l'Argouest, de Bécherel, châtelain du Désert-à-Domalain. Guy XIX fut le nom que prit, en succédant à Guyonne, sa tante, dans le comté de Laval, Paul de Coligny. Toute la succession de sa tante ne lui échut point : les terres qu'elle avait en Normandie furent divisées entre Guy XIX et le marquis d'Elbeuf, suivant la coutume du pays ; mais, pour les domaines situés en d'autres provinces, ils demeurèrent entièrement au premier, lequel, dans les actes, est qualifié comte de Laval, de Montfort, de Quintin, d'Harcourt, dont il n'avait que la moitié, vicomte de Rennes et de Donges, baron de Vitré, de la Roche-Bernard, sire de Rieux, de Rochefort, de l'Argouest, de Lillebonne, d'Aubigné, de Bécherel, etc.

## Famille
Fils de François de Coligny d'Andelot, seigneur d'Andelot, colonel-général de l'infanterie française, dit « le chevalier Sans-Peur », et de Claudine de Rieux, qui a introduit le calvinisme en Bretagne, et en Mayenne. Claudine de Rieux est la fille de Claude de Rieux, comte d'Harcourt, et de Catherine de Laval, fille aînée de Guy XVI de Laval, comte de Laval, et de Charlotte d'Aragon, sa première femme.
Il se marie le 1er septembre 1583 avec Anne d'Alègre, fille aînée de Christophe,
marquis d'Alègre, dont il laissa un fils, Guy XX de Laval.

## Biographie

### Protestantisme
Son père, qui le premier de sa maison, avait embrassé les nouvelles opinions et y avait entraîné ses frères, l'éleva dans les mêmes principes. Lors du décès de sa mère, Claude de Rieux, arrivé le 5 août 1561, Guy-Paul, l'ainé des fils, hérita de ses droits sur les terres qui lui avaient été attribuées en représentation de ses droits dans les successions de ses père et mère.

### Patrimoine des Laval
Dès le 24 décembre 1567, après la mort de Guyonne de Laval, Guy-Paul, qui se trouvait son plus proche héritier, prit le nom de Guy XIX, comte de Laval ; mais il ne put être mis de suite en possession de ses fiefs. Guyonne était morte sous le coup d'une instruction criminelle, dont l'un des premiers actes avait été dès le 31 janvier 1567, une mise sous séquestre de ses biens ; or, aussitôt son décès, ce séquestre s'était compliqué d'une saisie de tous ses meubles, saisie opérée à la requête du procureur général du roi du comté de Laval. L'instance aboutit enfin deux mois plus tard à un arrêt rendu contre la mémoire de Guyonne, le 19 décembre 1569, la condamnant pour lèse-majesté et prononçant confiscation définitive de ses biens.
Le roi donna à Madeleine d'Avaugour, veuve de Paul d'Andouins, dame de Château-Frémont, les profits de fiefs échus à Sa Majesté par le trépas de Guyonne de Laval, réservé ce qui pourroit estre dû à Mgr de Montmorency. 
Madeleine d'Avaugour exerce ses droits en février 1568, mais, dès le mois de septembre, Paul de Coligny jouit du comté de Laval, sous la tutelle de son père ou de René de Rieux, son oncle. C'est en représentation des droits de sa mère, Claude de Rieux, sœur de Guyonne de Laval, que Guy XIX se trouva à l'âge de douze ans, investi sur le patrimoine des maisons de Laval et de Rieux des droits que le décès de Guyonne laissait vacants.

### Comté de Laval
La mort ayant enlevé François d'Andelot, le 28 juin 1569, ne lui permit pas d'achever l'éducation de son fils. Elle le fut par l'amiral de Coligny, son oncle, qu'il perdit, en 1572, à la nuit de la Saint-Barthélemy. Le 28 juin 1569, François de Coligny, administrateur des biens et personnes de Guy (XIX), comte de Laval auparavant nommé Paul de Coligny, Françoise et Marguerite de Coligny, ses enfants et de défunte Claude de Rieux son épouse obtient des lettres patentes du roi, données à Boulogne[Lequel ?], pour enjoindre à tous les prétendants droits d'usage ès boys, buissons, garennes et forests du comté de Laval de présenter leurs titres. 
Fin 1570, un prétendant aux terres de Belle Isle et Beaufou s'annonce et en  janvier 1571, Guy Paul d'Andelot, comte de Laval, unique héritier de Claude de Rieux, sœur germaine de Guyonne de Laval, fait valoir ses droits sur ces deux terres par l'intermédiaire de son tuteur Gaspard de Coligny. Débouté de son action, le seigneur de Coligny relève appel et par un arrêt du parlement de Rennes du 25 février 1573, le sieur d'Andelot, comte de Laval, obtient mainlevée de ses terres de Belles Isle et de Beaufou, héritage direct de la comtesse Guyonne de Laval, sa tante.

### Exil
C'est en Suisse qu'on trouve trace de Guy XIX à partir de 1572 : à Bâle, le 31 octobre 1572, les 6 septembre et 5 octobre 1573 à Schaffhouse le 24 août 1573. Il était en Suisse, pendant le second semestre de 1574, ainsi qu'en témoigne une lettre adressée à Bellièvre par Catherine de Médicis, qui se préoccupait du séjour que Guy XIX faisait hors de France, et qui cherchait les moyens d'y mettre fin. 
Jusqu'au dernier de ces jours, Guy XIX resta fidèle au protestantisme. Il ne prit cependant aucune part à la prise d'armes de 1574, qui aboutit en mai 1576 à la paix de Monsieur, et revint avec Jean du Mats de Montmartin à la suite de l'édit de Beaulieu.

### États de Rennes
Le 24 janvier 1577, au milieu des troubles, et pour en éviter de plus grands, Guy XIX rendit une ordonnance pour prescrire aux trésoriers des paroisses de la châtellenie et juridiction de Vitré d'apporter les rôles des personnes tenues au service du guet, afin de les appeler en nombre suffisant dans les ville et château de Vitré. En janvier 1578, il adressa des provisions au grand-maître des eaux-et-forêts de la baronnie de Vitré. Guy XIX s'occupa beaucoup de la police et de l'administration de ses domaines: il donna des règlements (1577) relatifs aux juridictions de la baronnie de Vitré.
Pour l'Art de vérifier les dates, en 1578, il se rendit, accompagné de 1 700 gentilshommes, aux états de Rennes, pour y disputer, en qualité de baron de Vitré, la préséance au vicomte de Rohan. Les évêques et les seigneurs des états accommodèrent le différend par une convention qui portait, que M. de Rohan ferait l'ouverture de l'assemblée, et signerait le cahier du premier jour, séance à laquelle M. de Laval ne se trouverait pas, et que celui-ci présiderait les autres jours, et signerait la clôture des états.

### AvecMonsieur
En juillet 1581, le comte de Laval se rendit à l'armée que Monsieur assembla vers Château-Thierry, pour aller au secours de Cambrai, dont les Espagnols faisaient le siège. La place fut délivrée aux approches des troupes françaises, par la retraite précipitée des assiégeants. 
Le comte de Laval accompagna, en 1582, le même duc dans son voyage d'Angleterre, d'où ce prince repartit au mois de février, pour aller se faire reconnaître et inaugurer duc de Brabant, à Anvers. Il le suivit en cette ville, et fut témoin de la cérémonie. 
La conformité de religion établit bien vite des liens d'amitié entre le comte de Laval et Guillaume Ier d'Orange-Nassau, qui seront ensuite parents. Ils avaient dîné ensemble le 18 mars 1582 et passaient de la salle du festin dans celle où les attendait la compagnie, lorsqu'Basque Jean Jaureguy tira à bout portant à Nassau un coup de pistolet. La balle pénétra au-dessous de l'oreille droite, et ressortit par la bouche, cautérisant elle-même une veine qu'elle avait touchée et emportant seulement une des dents supérieures. Laval, Hohenlohe et d'autres seigneurs, voisins du prince, percèrent l'assassin de leurs dagues; il fut achevé par les gardes. 
Cependant Monsieur ne s'accommodait guère de régir ses nouveaux sujets conformément aux articles qu'on lui avait lus à son avènement, c'est-à-dire non pas selon sa volonté, mais selon la justice et selon leurs privilèges.. Il voulut s'emparer de plusieurs villes qu'on ne lui avait pas remises et échoua dans sa tentative devant Anvers (1583). C'est ce qu'on nomma la « folie d'Anvers » ; entreprise mal concertée de Monsieur, pour surprendre cette ville et s'en rendre absolument le maître. Le comte de Laval, qui se trouvait à cette expédition, qu'il n'approuvait pas, sauva la vie à plusieurs français, qui se rangèrent autour de lui, et cela par le respect que les habitants d'Anvers conservaient pour la mémoire de son père et de son oncle.

### Protestantisme
Guy XIX, dès 1577, se dépensa de toutes les manières au profit de la cause protestante ; en juin 1580, il est en Allemagne où il cherche à lever des reitres ; en septembre 1584, il prend part à l'Assemblée de Montauban ; et, avec Duplessis-Mornay, il est député par elle vers Henri III. Son voyage fut pour lui une occasion de faire à Laval un séjour que la maladie y prolongea.  Le 27 août 1585, Henri III félicitait Guy XIX d'avoir donné congé et fait retirer et sortir de ses terres les ministres de la religion nouvelle prétendue réformée. On se demande si le roi avait été exactement renseigné sur les agissements de Guy XIX et sur ses projets, car, moins de quinze jours après la date de ces félicitations, Guy XIX se prononçait résolument ; décidé à joindre son contingent aux troupes réunies sous les ordres du prince de Condé, il partait de Vitré, le 8 septembre 1585 accompagné de 150 reîtres et de trois cents arquebusiers à cheval ; avec lui ses trois frères de Rieux, Tanlay et Sailly se mettaient en campagne. Aucun des quatre ne revint. 

### Combats en Saintonge
Il accompagne en Saintonge le prince de Condé et l'armée protestante au siège de Brouage. Rochemorte s'étant emparé du château d'Angers, le prince accourt avec Guy XIX et René II de Rohan pour s'assurer d'une place aussi importante ; mais il apprend, après avoir passé la Loire, que son lieutenant a dû la rendre aux catholiques. 
Le comte de Laval se retire alors au pays d'Aunis où sa présence contribua à rétablir les affaires des protestants. Il attaque le maréchal de Matignon qui assiégeait pour la Ligue la ville de Taillebourg et réussit à délivrer la place. Le prince de Condé étant venu le joindre bientôt après, ils poursuivent ensemble cet avantage. 
Avertis que le régiment du mestre de camp Tiercelin, dit la Roche du Maine, fort de 650 hommes, revenait de l'île d'Oléron, ils résolurent de l'attaquer. Tiercelin, voyant la déroute de ses gens, et lui-même blessé, en rallia une partie, et secouru d'un détachement de la garnison de Saintes, il gagna les faubourgs de la ville. Ce combat, qui se donna 7 avril, fut très sanglant. La Trémoille, duc de Thouars, beau-frère du prince, y courut risque de la vie, ayant eu son cheval tué sous lui. François II de Coligny d'Andelot et Benjamin de Coligny d'Andelot , frères du comte de Laval, y furent blessés à mort ; l'un mourut le lendemain et l'autre deux jours après. Ils venaient de perdre peu de temps auparavant leur autre frère François III de Coligny d'Andelot, mort de maladie à Saint-Jean-d'Angély. Le comte de Laval ressentit une si vive douleur de ces trois pertes qu'il en-mourut lui-même au bout de quelques jours dans le château de Taillebourg. On éleva aux quatre frères un même tombeau dans la chapelle de ce château. 
Guy XIX, dit un auteur contemporain, était né pour de grandes choses, si là mort ne l'eût pas sitôt mis au tombeau. Le comte de Laval, Guy XIX de Laval, a conféré le monopole de la production, de la vente et de l'exportation du textile aux Lavallois. (voir : Histoire du textile en Mayenne)